# استان پرنسس تاون
استان پرنسس تاون (به لاتین: Princes Town Regional Corporation) یک استان در ترینیداد و توباگو است. استان پرنسس تاون ۶۲۱٫۳۵ کیلومتر مربع مساحت و ۱۰۲٬۳۷۵ نفر جمعیت دارد.